# Elecciones municipales de Portoviejo de 2023
Las elecciones municipales de Portoviejo de 2023 hacen referencia al proceso electoral que se llevó a cabo el 5 de febrero de dicho año con el fin de designar al alcalde y concejales del período 2023-2027. Se eligió un alcalde y once concejales (cuatro por el distrito 1, cinco por el distrito 2 y dos por la circunscripción rural) que conformarán el cabildo municipal de Portoviejo; así mismo se eligieron 5 vocales para cada una de las siete Juntas Parroquiales de la zona rural para el período 2023-2027. El alcalde electo fue Javier Pincay del partido Avanza en Alianza con el movimiento MACHETE. 

## Preparación
Portoviejo en una ciudad con una población de 321 800 personas, por lo cual las autoridades del Consejo Nacional Electoral aprobó el 21 de agosto de 2022 el calendario electoral para las elecciones seccionales de 2023, que se realizaron el 5 de febrero de 2023. Las inscripciones de los participantes fue hasta el 20 de septiembre y la campaña electoral empezaba desde el 3 de enero al 5 de febrero de 2023. La posesión de las nuevas autoridades está prevista para el 14 de mayo del 2023.

## Atentados
Durante el inicio de la campaña política en las elecciones de alcalde y concejales se realizaron una serie atentados delictivos en contra de varios de los políticos participantes, Unos de los atentados fue realzado mediante estilo sicariato al candidato Javier Pincay, el segundo atentado fue mediante una bombo en la central política del movimiento Avanza. La policía ecuatoriana responsabilizó de los atentados a los narcotraficantes locales.

## Precandidaturas retiradas
| Lista | Logo           | Partido / Movimiento        | Precandidato                            | Razón                                           |
| ----- | -------------- | --------------------------- | --------------------------------------- | ----------------------------------------------- |
| 3     |                | Partido Sociedad Patriótica | Ignacio Navia Moreira                   | El candidato y el partido no logran un acuerdo. |
| 3     | Daniel Moreira | Partido Sociedad Patriótica | El partido decide no lanzar candidatos. |                                                 |

## Candidaturas

### Candidatos a alcalde
| Lista      | Logo | Partido / Movimiento                                                                                                  | Candidato                   | Cargos Previos                                                        | Ref           |
| ---------- | ---- | --- | --------------------------- | --------------------------------------------------------------------- | ------------- |
| 1 33       |      | Centro Democrático Movimiento RETO                                                                                    | Scheznarda Fernández Doumet | Asambleísta Nacional (2009-2013)                                      | [ 4 ] [ 5 ]   |
| 2          |      | Unidad Popular | Freddy Albán Cedeño         | Dirección especial del Banco del IESS en Manabí                       | [ 4 ]         |
| 4          |      | Pueblo, Igualdad y Democracia                                                                                         | Maurizio Navia Mendoza      | Vocal Principal del GAD parroquial Pueblo Nuevo (2009-2019)           | [ 4 ]         |
| 5 72       |      | Revolución Ciudadana Sí Podemos                                                                                       | Rafael Saltos Rivas         | Director provincial del Consejo de la Judicatura (Manabí) (2012-2018) | [ 4 ] [ 6 ]   |
| 8 61       |      | Por el Trabajo y Bienestar de los Manabitas Confomado por: - Avanza - Movimiento MACHETE                              | Javier Pincay Salvatierra   | Concejal de Portoviejo (2014-2022)                                    | [ 4 ] [ 7 ]   |
| 12         |      | Izquierda Democrática                                                                                                 | Mayra Perero Intriago       | Concejal de Portoviejo (2019-2022)                                    | [ 4 ]         |
| 16         |      | Movimiento AMIGO | Tito Nilton Mendoza Ordóñez | Gobernador de Manabí (2019-2021)                                      | [ 8 ]         |
| 20         |      | Democracia Sí | Gustavo Barrera Plúa        | Gerente de Portovial-EP (2014-2021)                                   | [ 4 ] [ 9 ]   |
| 21 25      |      | Manabitamente Confomado por: - Movimiento CREO - Movimiento Construye                                                 | Clemente Vásquez González   | Prefecto de Manabí (1992-1996)                                        | [ 4 ]         |
| 35         |      | Movimiento MOVER | Óscar Cedeño Cedeño         | Propietario de Jc On-line Radio                                       | [ 4 ]         |
| 62 65 6 23 |      | Alianza por la Unidad Manabita Confomado por: - Caminantes - Unidad Primero - Partido Social Cristiano - Partido SUMA | Byron Joza Vera             | Subdirector de Servicios Públicos del Municipio de Portoviejo         | [ 4 ] [ 10 ]  |
| 95         |      | Movimiento Nueva Generación                                                                                           | Carlos Mendoza Salazar      | Defensor Público de Manabí (2013-2016)                                | [ 11 ]        |
| 97         |      | Movimiento Gente Nueva                                                                                                | José Miguel Mendoza Rodas   | Asesor Técnico del Banco de Desarrollo del Ecuador                    | [ 12 ] [ 13 ] |
| 120        |      | Movimiento Expresión, Unidad y Democracia                                                                             | Franklin Mera Zavala        | Coordinador Zonal 4 del Ministerio de Educación (2021-2022)           | [ 14 ]        |

## Resultados

### Elección de alcalde
Luego de las elecciones, el candidato Mendoza solicitó judicialmente medidas cautelares, debido a que Pincay no se presentó a un debate obligatorio entre candidatos, que se realizó el 15 de enero del 2023.
Un día antes de la posesión de las nuevas autoridades, el 13 de mayo, un juez de Yaguachi ordenó la suspensión de la posesión del candidato electo Javier Pincay. “se deje sin efecto legal toda convocatoria a la sesión inaugural del Concejo Cantonal de Portoviejo”. La medida también incluye la abstención de la sesión inaugurar del Municipio del cantón Portoviejo.
Finalmente el 29 de junio el Tribunal Contencioso Electoral, sentenció que Pincay dejaría de ser alcalde, el puesto será asumido por Mariela Coral.  
|  | 28.23 % |

|  | 21.24 % |

|  | 17.12 % |

|  | 16.54 % |

|  | 4.28 % |

|  | 2.17 % |

|  | 2.14 % |

|  | 1.73 % |

|  | 1.57 % |

|  | 1.47 % |

|  | 1.11 % |

|  | 1.04 % |

|  | 0.72 % |

|  | 0.63 % |

|  | 100 % |

### Nómina de Concejales Electos

#### Circunscripción Urbana 1
| Partido                                                                                             | Concejal              |
| --------------------------------------------------------------------------------------------------- | --------------------- |
| Revolución Ciudadana Sí Podemos                                                                     | Margarita Veintimilla |
| Alianza por la Unidad Manabita: *CAMINANTES *Unidad Primero *Partido Social Cristiano *Partido SUMA | Flor María Mendoza    |
| Movimiento Gente Nueva                                                                              | María Isabel Guillén  |
| Por el Trabajo y Bienestar de los Manabitas: *Avanza *MACHETE                                       | Mariela Coral         |

#### Circunscripción Urbana 2
| Partido                                                                                             | Concejal                  |
| --------------------------------------------------------------------------------------------------- | ------------------------- |
| Revolución Ciudadana Sí Podemos                                                                     | Juan José Peña            |
| Revolución Ciudadana Sí Podemos                                                                     | Eraida Meza               |
| Alianza por la Unidad Manabita: *CAMINANTES *Unidad Primero *Partido Social Cristiano *Partido SUMA | Sara Fernández            |
| Movimiento Gente Nueva                                                                              | Jorge Gutiérrez Fernández |
| Por el Trabajo y Bienestar de los Manabitas: *Avanza *MACHETE                                       | Nilo Farfán               |

#### Circunscripción Rural
| Partido                                                                             | Concejal                |
| ----------------------------------------------------------------------------------- | ----------------------- |
| Revolución Ciudadana Sí Podemos                                                     | Yandry Bazurto Hurtado. |
| Alianza por la Unidad Manabita: *CAMINANTES *Partido Social Cristiano *Partido SUMA | Juan Farías             |